# Danvou-la-Ferrière

Danvou-la-Ferrière este o comună în departamentul Calvados, Franța. În 1 ianuarie 2018 avea o populație de 160 de locuitori.